# Verőce (Hungria)
Verőce é um município da Hungria, situado no condado de Peste. Tem 20,33 km² de área e sua população em 2015 foi estimada em 3.854 habitantes.